# Walter George Tarrant
Walter George Tarrant (Gosport, 8 april 1875 - Wales, 18 maart 1942) was een Brits ondernemer. Hij is vooral beroemd geworden omdat hij in Hampshire veel huizen heeft gebouwd, onder meer op Wentworth.
Tarrant werd op Brockhurst bij Gosport geboren. Op 20-jarige leeftijd richtte hij een eigen bouwbedrijf op in Byfleet, Surrey. Zijn bedrijf was zeer succesvol en in 1911 besloeg zijn werkterrein 20.000 m2. Hij had onder meer een eigen smederij.
In 1911 kocht hij grond van Saint George's Hill, een landgoed in Weybridge, en bouwde er een honderdtal huizen.
Tijdens de Eerste Wereldoorlog maakte hij zich verdienstelijk door prefab houten hutten te bouwen voor de militairen aan het westelijke front. Ook ontwierp hij de Tarrant Tabor, een driedekker-bommenwerper die aan het einde van de oorlog zou worden gebruikt. Het vliegtuig was 22,3 meter lang en 40 meter breed, en was destijds het grootste vliegtuig ter wereld. Het verongelukte op 26 mei 1919 tijdens de eerste testvlucht.
Zijn bedrijf bouwde na de oorlog veel sociale woningen en in 1920 had hij 5.000 werknemers. Zijn volgende grote project was op Wentworth, een landgoed, dat in de 19e eeuw eigendom was van de zwager van Arthur Wellesley, 1st Duke of Wellington. Deze had het aan de Spaanse graaf Ramon Cabrera (1806-1877) verkocht en diens weduwe had het landgoed uitgebreid tot wat het nu is. In 1922 gaf ze aan Tarrant toestemming er huizen te bouwen. Tarrant bouwde onder meer het clubhuis van The Wentworth Club terwijl Harry Colt er de eerste golfbaan aanlegde. Tarrant ging tijdens de Grote Depressie failliet en het landgoed wordt nu beheerd door Sir Lindsay Parkinson & Co.
In 1931 werd het bedrijf in Surrey voortgezet door zijn zoon Percy. Deze bouwde vooral huizen rond Virginia Water, zowel voor als na de Tweede Wereldoorlog. Walter Tarrant verhuisde naar Wales en overleed in 1942.